# Zenaida (gołębie)
Zenaida – rodzaj ptaków z podrodziny gołębi (Columbinae) w rodzinie gołębiowatych (Columbidae).

## Zasięg występowania
Rodzaj obejmuje gatunki występujące w Ameryce.

## Morfologia
Długość ciała 18–34 cm; masa ciała 67–216 g.

## Systematyka

### Etymologia
- Zenaida (Zeneida, Zonaida, Zenoida, Zenaeda): epitet gatunkowy Columba zenaida Bonaparte, 1825 (Zenaida Letycja Julia Bonaparte, księżna Canino i Musignano (1804–1854), infantka Hiszpanii, kuzynka i żona francuskiego ornitologa, księcia Karola Lucjana Bonaparte)[15].
- Zenaidura (Zenaedura): rodzaj Zenaida Bonaparte, 1838; gr. ουρα oura „ogon”[16]. Gatunek typowy: Columba carolinensis Linnaeus, 1766[b]
- Melopelia (Melopeleia): gr. μελος melos „śpiew”; πελεια peleia „gołąb”[17]. Gatunek typowy: Columba leucoptera Linnaeus, 1758 (= Columba asiatica Linnaeus, 1758).
- Perissura: gr. περισσος perissos „znakomity”; ουρα oura „ogon”[18]. Gatunek typowy: Columba carolinensis Linnaeus, 1766[b]; nowa nazwa dla Zenaida Bonaparte, 1838.
- Platypteroena: gr. πλατυς platus „szeroki, otwarty”; πτερον pteron „pióro”; οινας oinas, οιναδος oinados „gołąb”[19]. Gatunek typowy: Zenaida pentheria Bonaparte, 1855[c].
- Stenuroena: gr. στηνος stēnos „wąski, cienki”; ουρα oura „ogon”; οινας oinas, οιναδος oinados „gołąb”[20]. Gatunek typowy: Zenaida stenura Bonaparte, 1855[c].
- Nesopelia: gr. νησος nēsos „wyspa” (tj. Galapagos); πελεια peleia „gołąb”[21]. Gatunek typowy: Zenaida galapagoensis Gould, 1841.

### Podział systematyczny
Do rodzaju należą następujące gatunki:
- Zenaida asiatica (Linnaeus, 1758) – gołębiak białoskrzydły
- Zenaida meloda (von Tschudi, 1843) – gołębiak szarosterny
- Zenaida aurita (Temminck, 1809) – gołębiak cynamonowy
- Zenaida galapagoensis Gould, 1841 – gołębiak plamisty
- Zenaida auriculata (Des Murs, 1847) – gołębiak plamouchy
- Zenaida macroura (Linnaeus, 1758) – gołębiak długosterny
- Zenaida graysoni (Lawrence, 1871) – gołębiak kasztanowaty